# Jorga
Jorga nebo Jorja je ženské rodné jméno. Podle českého kalendáře má svátek 15. února[zdroj⁠?!].
Jméno má řecký původ, slovo Γεώργιος „georgios“, česky Jiřina, znamená „zemědělec“. Je to protějšek mužského jména Jiří.

## Domácké podoby
Jora, Jorinka, Jorka, Jorginka, Jorjinka

## Známé nositelky jména
- Jorja Fox – americká herečka
- Jorga Kotrbová – česká herečka
- Jorga Hrušková – česká moderátorka